# Яковлєв Іван Дмитрович
Іван Дмитрович Яковлєв (рос. Иван Дмитриевич Яковлев; 18 січня 1910, село Саввушка Кульзинської волості Зміїногорського повіту Томської губернії, тепер Зміїногорського району Алтайського краю, Російська Федерація — 26 грудня 1999, місто Москва) — радянський партійний і державний діяч, перший секретар Новосибірського обкому КПРС у 1949—1955 роках, перший секретар ЦК Компартії Казахстану від березня 1956 до грудня 1957 року. Член ЦК КПРС у 1952—1961 роках. Депутат Верховної ради СРСР 3—5-го скликань.

## Життєпис
Народився в родині селянина-середняка. Закінчив три класи сільської школи і школу другого ступеня з педагогічним нахилом. У 1924 році вступив до комсомолу.
Член ВКП(б) з 1928 року.
У 1928—1930 роках — завідувач відділу агітації та пропаганди, відповідальний секретар Поспєлихінського районного комітету ВЛКСМ Західно-Сибірського краю.
З вересня 1930 року — завідувач партійного відділу газети «Степная Коммуна» міста Дубовки Рубцовського округу. З листопада 1930 по 1931 рік — редактор газети «Даёшь комбайн» «Сибкомбайнбуду» в місті Новосибірську.
У 1931—1932 роках — секретар комітету ВЛКСМ «Сибкомбайнбуду» в місті Новосибірську; завідувач культурно-пропагандистського відділу партійного комітету заводу імені Чкалова «Сибмашбуду».
У 1932—1934 роках — служба на Тихоокеанському флоті в місті Владивостоці: червонофлотець берегової охорони, командир із доручень коменданта міста Владивостока.
У 1934—1935 роках — заступник секретаря комітету ВКП(б) комбінату № 179 («Сибкомбайнбуду») в місті Новосибірську.
У 1935—1937 роках — завідувач Кіровського районного відділу народної освіти міста Новосибірська, завідувач культурно-просвітницького відділу Кіровського районного комітету ВКП(б) міста Новосибірська.
У 1937—1938 роках — секретар комітету ВКП(б) комбінату № 179 міста Новосибірська, завідувач відділу партійних кадрів Новосибірського міського комітету ВКП(б).
У 1938—1939 роках — директор середньої школи № 9 міста Новосибірська.
У 1939 році — завідувач Новосибірського міського відділу народної освіти.
У 1939—1940 роках — 1-й секретар Кіровського районного комітету ВКП(б) міста Новосибірська.
У квітні 1940 — березні 1941 року — 3-й секретар Новосибірського міського комітету ВКП(б).
У березні — липні 1941 року — голова виконавчого комітету Новосибірської міської ради депутатів трудящих.
У 1941—1944 роках — 2-й секретар Новосибірського міського комітету ВКП(б). Під час німецько-радянської війни курирував роботу підприємств оборонної промисловості.
До вересня 1944 року — 3-й секретар Новосибірського обласного комітету ВКП(б).
У вересні 1944 — 1946 року — 2-й секретар Новосибірського обласного комітету ВКП(б).
У 1946—1949 роках — слухач Вищої партійної школи при ЦК ВКП(б).
18 січня 1949 — 8 серпня 1955 року — 1-й секретар Новосибірського обласного комітету ВКП(б) (КПРС).
6 серпня 1955 — 6 березня 1956 року — 2-й секретар ЦК КП Казахстану.
6 березня 1956 — 26 грудня 1957 року — 1-й секретар ЦК КП Казахстану.
10 січня 1958 — 7 серпня 1961 року — 1-й секретар Ульяновського обласного комітету КПРС.
У 1961—1964 роках — голова виконавчого комітету Омської міської ради депутатів трудящих.
У 1964—1973 роках — заступник голови виконавчого комітету Омської обласної ради депутатів трудящих.
З 1973 року — персональний пенсіонер союзного значення; радник Міністерства молочної промисловості СРСР у Москві.
Помер 1999 року. Похований у Москві на Кунцевському кладовищі.

## Нагороди
- два ордени Леніна (1957, 1960)
- орден Жовтневої Революції (17.01.1980)
- три ордени Трудового Червоного Прапора (1944, 1967, 1970)
- орден «Знак Пошани» (1942)
- медаль «За трудову доблесть»
- медаль «За доблесну працю у Великій Вітчизняній війні 1941—1945 рр.»
- медалі